# نائوتو فوکاساوا
نائوتو فوکاساوا (به ژاپنی: 深澤 直人)؛ (زادهٔ ۱۹۵۶ میلادی) یک طراح صنعتی، نویسنده و مدرس ژاپنی است که در زمینهٔ طراحی محصولات و مبلمان فعالیت می‌کند. او بیشتر به خاطر کار طراحی محصولش با شرکت خرده‌فروشی ژاپنی ماجی، و همچنین همکاری با و برای شرکت‌هایی مانند هرمان میلر، آلسی، بی‌اند‌بی ایتالیا، مگیس، و هِی شناخته شده‌ است.
فوکاساوا به عنوان یکی از تأثیرگذارترین طراحان جهان توصیف شده‌ است.

## زندگینامه
فوکاساوا در کوفو، استان یاماناشی، ژاپن در سال ۱۹۵۶ میلادی به دنیا آمد. او طراحی محصول را در دانشگاه هنر تاما تحصیل کرد و در سال ۱۹۸۰ میلادی فارغ‌التحصیل شد. پس از فارغ‌التحصیلی، فوکاساوا تا سال ۱۹۸۸ میلادی به عنوان توسعه‌دهندۀ محصول در سیکو اپسون کار کرد، قبل از پیوستن به شرکت طراحی آی‌دی تو، سلف شرکت مشاورۀ طراحی آیدیو در سان فرانسیسکو، کالیفرنیا، که بعداً در سال ۱۹۹۶ میلادی دفتری در توکیو تأسیس کرد. در این مدت او با طراح صنعتی انگلیسی سم هکت همکاری کرد. در سال ۲۰۰۲ میلادی، فوکاساوا به عضویت هیئت مشاوران ماجی درآمد و روی توسعۀ بسیاری از محصولات آن‌ها کار کرد. پس از ترک آیدیو، او شرکت مستقل خود طراحی نائوتو فوکاساوا را در سال ۲۰۰۳ میلادی تأسیس کرد. در همان سال، فوکاساوا نام تجاری لوازم الکتریکی خانگی و محصولات خانگی «±۰» (به علاوه منهای صفر) را با تمرکز بر طراحی کالاهایی که احساس می‌شود «فقط درست» هستند، تأسیس کرد. در سال‌های اخیر، او چندین شرکت مبلمان ایتالیایی از جمله بی‌اندبی ایتالیا، دریاده، ماجیس، آرتماید، دانزه، و بوفی، و همچنین چندین شرکت در آلمان و شمال اروپا دارد.
او یکی از مدیران ۲۱ ۲۱ دید طراحی، اولین موزۀ طراحی ژاپن است. او از سال ۲۰۱۲ میلادی مدیر موزۀ صنایع‌دستی مردمی ژاپن است.
از سال ۲۰۱۴ میلادی، فوکاساوا طراحی یکپارچه را در دانشگاه هنر تاما به عنوان استاد تدریس کرده‌ است، و قبلاً در دانشگاه هنر موساشینو تدریس می‌کرد.
بسیاری از آثار او در مجموعۀ دائمی موزۀ هنر مدرن (ام‌اُ‌ام‌ای) گنجانده شده‌ است، از جمله: پخش‌کنندۀ دیسک‌فشردۀ دیواریِ ماجی (۱۹۹۹ میلادی)، تلفن‌ همراه نئون توسط شرکت کی‌دی‌دی‌آی (۲۰۰۵ میلادی)، و تلفن همراه اینفوبار توسط شرکت کی‌دی‌دی‌آی (۲۰۰۳).

## رویکرد طراحی

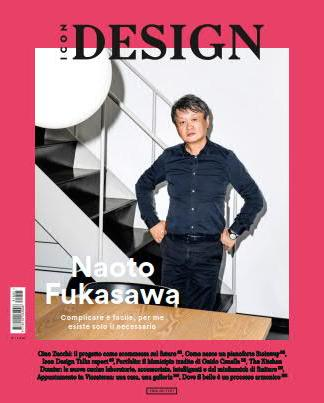
نائوتو فوکاساوا روی جلد مجلۀ ایکون دیزاین، ژوئن ۲۰۱۸ میلادی

رویکرد طراحی نائوتو فوکاساوا حول رابطه بین طراحی و رفتار متمرکز شده‌ است و از عباراتی مانند «طراحی حل‌شده در رفتار»، «مرکز هوشیاری»، «هنجاری»، «طرح کلی» و «کهن الگو» برای توصیف کار خود استفاده می‌کند. رویکرد او بر مشاهدۀ نحوه رفتار و واکنش افراد در زندگی روزمره و یافتن راه حل‌هایی در این رفتارها است که طرح را به شخص مرتبط می‌کند. فوکاساوا در تک‌نگاری خود در سال ۲۰۱۸ میلادی، طراحی را به عنوان «تخصیص چهره به یک شیء» توصیف می‌کند که در آن طرح با محیط و زمینه همراه است.
فوکاساوا اصطلاح «بدون تفکر» را به عنوان فلسفه‌ای برای چگونگی یافتن طراحی در رفتار ناخودآگاه مردم ابداع کرد. بدون تفکر به این اشاره دارد که چگونه اشیاء می‌توانند در اولین نگاه، احساس اهمیت را القاء کنند، اما فقط در هنگام استفاده ماهیت اولیۀ آن‌ها درک می‌شود. از زمان ایجاد این اصطلاح، فوکاساوا کارگاه‌هایی را برای به اشتراک گذاشتن رویکرد خود با دیگر طراحان برگزار کرده‌ است.
در سال ۲۰۰۶ میلادی، فوکاساوا نمایشگاه فوق عادی را همراه با طراح مبلمان انگلیسی جاسپر موریسون برای تعریف «فوق عادی» بر عهده داشت و ۲۰۰ شیء را که معمولی در نظر گرفته شده بودند یا به صورت ناشناس طراحی شده بودند ارائه کرد. اقلام ارائه شده در این نمایشگاه از اشیاء قابل توجهی مانند اسپرسوساز بیالتی تا اشیاء ناشناس طراحی و تولید انبوه شده مانند بشقاب‌های پلاستیکی یکبار مصرف را شامل می‌شود. این اصطلاح، اشیاء فاقد هویت، اصالت و عناصری است که تأثیری بر جای می‌گذارند و به اشیائی می‌انجامند که معمولی به نظر می‌رسند. این مفهوم طراحی را می‌توان در کار فوکاساوا با ماجی مشاهده کرد، جایی که محصولات با رویکردی ضد برند ایجاد می‌شوند که هیچ ویژگی‌ای را ارائه نمی‌کنند که مشخصۀ آن شیء باشند.

## جوایز منتخب
فوکاساوا برنده بیش از پنجاه جایزه از جمله جایزۀ طلایی آی‌دی‌ای‌ای آمریکا، جایزۀ طلای آی‌اف آلمان، جایزۀ طلای دی‌اندای‌دی بریتانیا، جایزۀ طراحی ماینیچی و پنجمین جایزۀ اوریبه شده‌ است.
- ۱۹۹۱ میلادی – جایزۀ طلایی آی‌دی‌ای‌ای.[۱۶]
- ۱۹۹۴ میلادی – رد دات.[۱۷]
- ۱۹۹۶ میلادی – جایزۀ طلایی آی‌اف.[۱۶]
- ۲۰۰۳ میلادی – جایزۀ طراحی ماینیچی.
- ۲۰۰۵ میلادی – پنجمین جایزۀ اوریبه.
- ۲۰۰۷ میلادی – طراح سلطنتی برای صنعت (انجمن سلطنتی هنر)، در طراحی محصول.
- ۲۰۱۴ میلادی – جایزۀ طراحی خوب.[۱۸]
- ۲۰۱۸ میلادی – جایزۀ ایسامو نوگوچی.[۱۴]

## نمایشگاه‌های منتخب
- ۲۰۰۶ میلادی – فوق عادی، سرپرستی جاسپر موریسون و نائوتو فوکاساوا در گالری اکسیس، توکیو، ژاپن.[۱۹]
- ۲۰۱۷–۲۰۱۶ میلادی – مرز بین کوگی و طراحی در موزۀ هنر معاصر قرن بیست و یکم، کانازاوا.[۲۰]

## آثار
نائوتو فوکاساوا برای چندین شرکت، از خرده‌فروشان لوازم خانگی گرفته تا تولیدکنندگان مبلمان، مشاوره و طراحی کرده است. شرکت‌هایی که او برای آنها طراحی کرده است عبارتند از:
- کی‌دی‌دی‌آی کورپوریشن
  - تلفن همراه اینفوبار، ۲۰۰۳ میلادی[۱۳]
  - اینفوبار ۲ تلفن همراه، ۲۰۰۶ میلادی[۲۱]
  - تلفن همراه نئون، ۲۰۰۶ میلادی[۲۲]
  - تلفن هوشمند اینفوبار ای۰۳، ۲۰۱۵ میلادی[۲۳]
- ± ۰ (به علاوه منهای صفر)
  - نور با ظرف، ۲۰۰۳ میلادی[۲۴]
  - لوازم خانگی با قاب سیمی، ۲۰۱۰ میلادی[۲۵]
  - توستر، ۲۰۰۷ میلادی[۲۶]
- ماجی
  - پخش‌کنندهٔ سی‌دی دیواری، ۱۹۹۹ میلادی[۲۷]
  - یخچال، ۲۰۱۴ میلادی[۲۸]
  - کتری برقی، ۲۰۱۴ میلادی[۲۹]
  - پلوپز، ۲۰۱۴ میلادی[۳۰]
- سامسونگ
  - نت‌بوک ان۳۱۰، ۲۰۰۹ میلادی[۳۱]
  - چاپگر رنگی مولتی اکس‌پرس۷، ۲۰۱۵ میلادی[۳۲]
- مارونی
  - مجموعۀ مبلمان هیروشیما، ۲۰۱۶–۲۰۱۰ میلادی[۳۳]
- بی‌اندبی ایتالیا
  - بل و بول، صندلی و میز، ۲۰۱۸ میلادی[۳۴][۳۵]
- هی
  - مجموعه‌های چراغ پائو[۳۶]

## کتابشناسی
- «نائوتو فوکاساوا: تجسم ملموس»، فوکاساوا، نائوتو (۲۰۱۸ میلادی)؛ نشر فایدون. شابک: ۹۷۸۰۷۱۴۸۷۶۰۷۸.
- «نائوتو فوکاساوا»، فوکاساوا، نائوتو (۲۰۱۴ میلادی)؛ نشر فایدون. شابک: ۰۷۱۴۸۶۶۰۳۱–۹۷۸.
- «طرح‌کلی از طراحی ژاپن»، فوکاساوا، نائوتو (۲۰۰۵ میلادی)؛ انتشارات توتو.
- «رویکرد اکولوژیکی به طراحی»، فوکاساوا، نائوتو؛ گوتو، تاکشی؛ ساساک، ماساتو (۲۰۰۴ میلادی)؛ ژاپن: توکیو شوسک.

## گالری

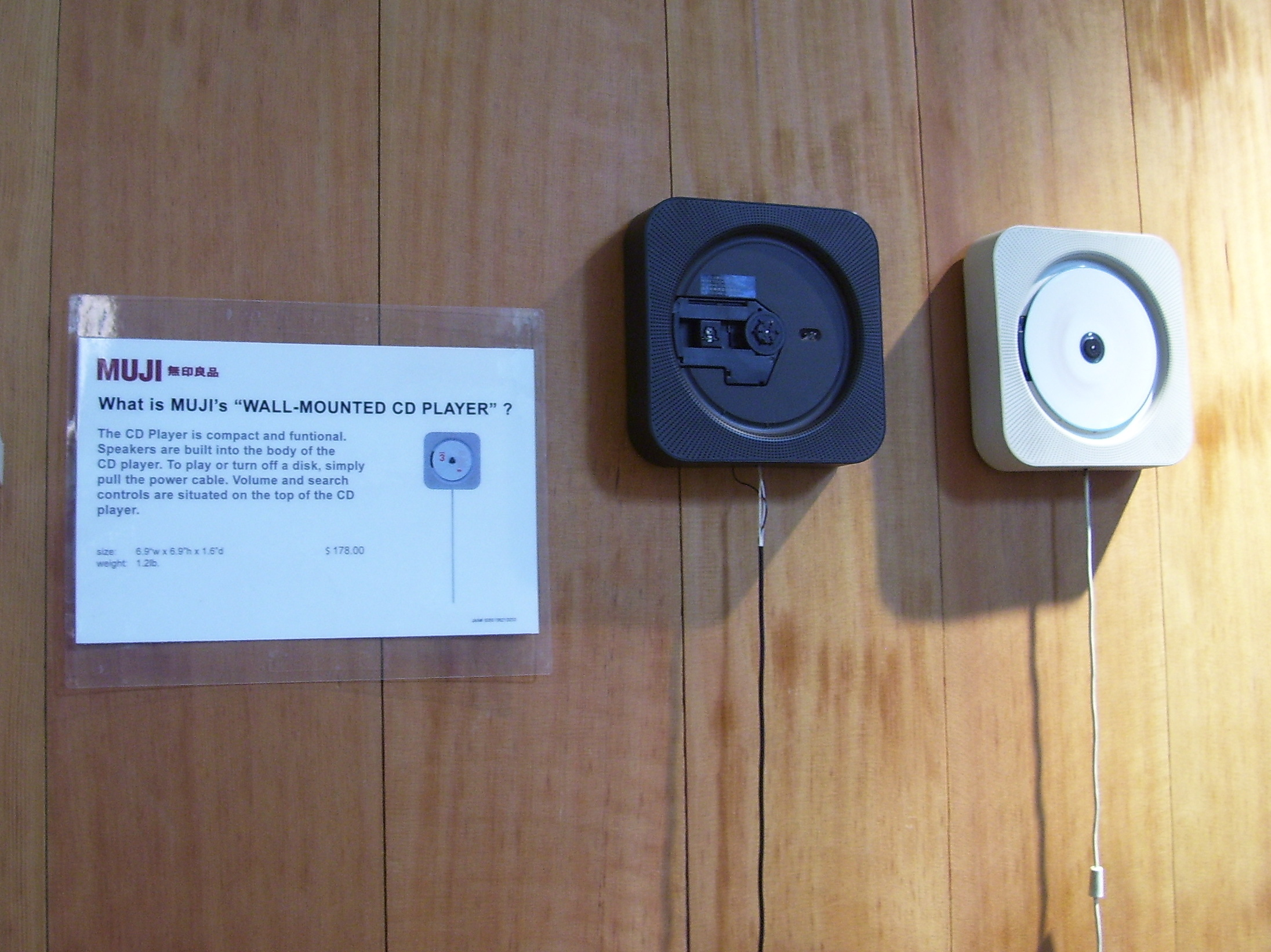
پخش‌کنندهٔ سی‌دی دیواری برای ماجی
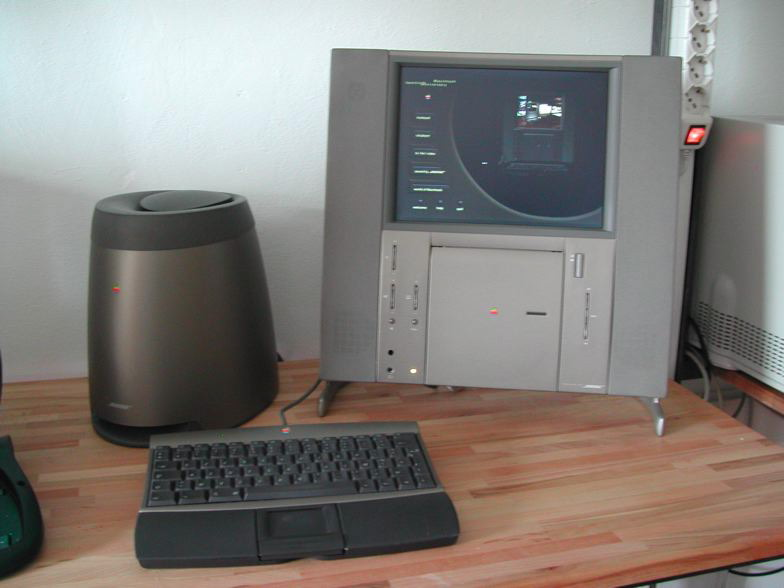
بیستمین سالگرد مکینتاش برای اپل
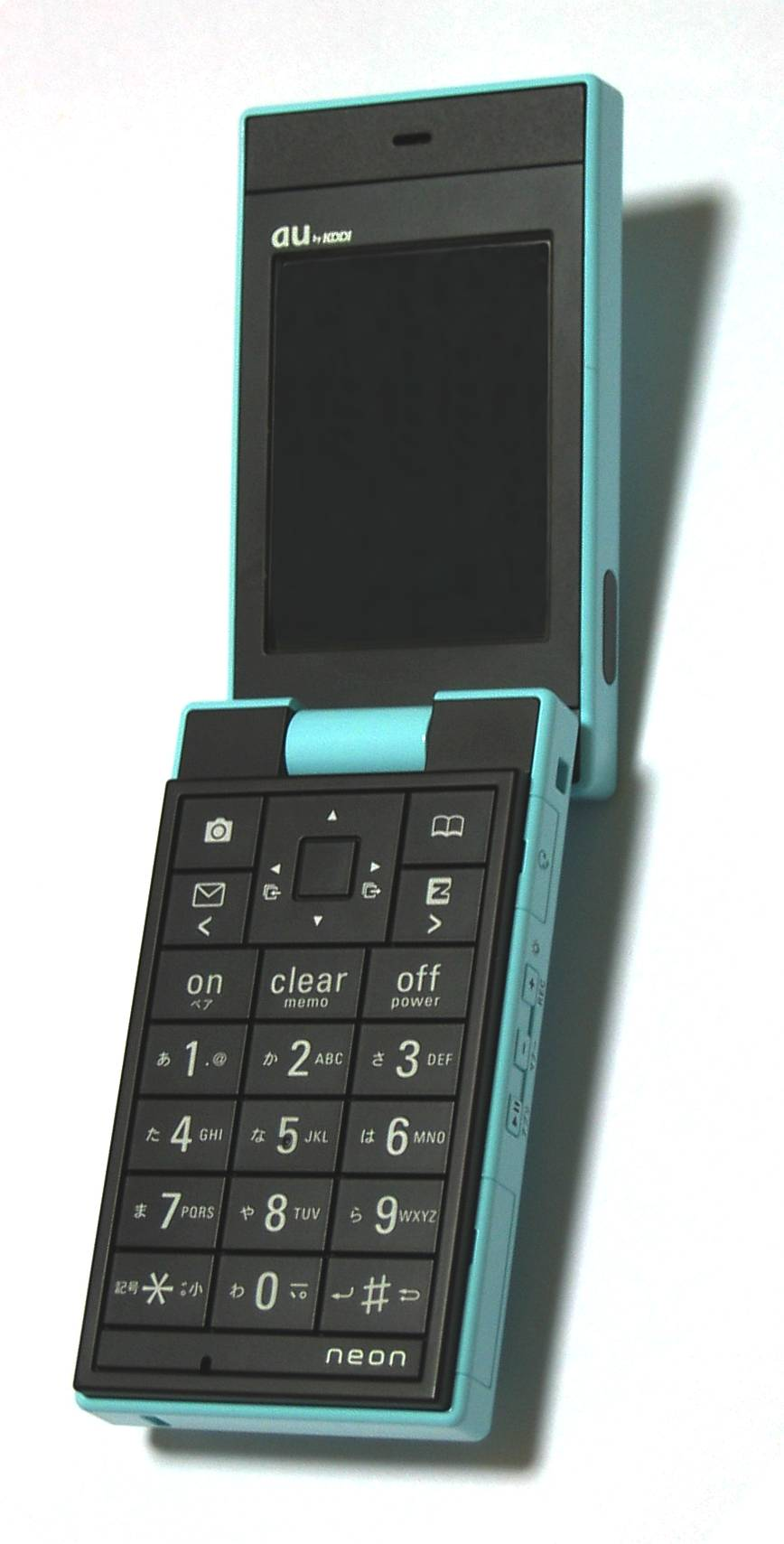
نئون (تلفن)
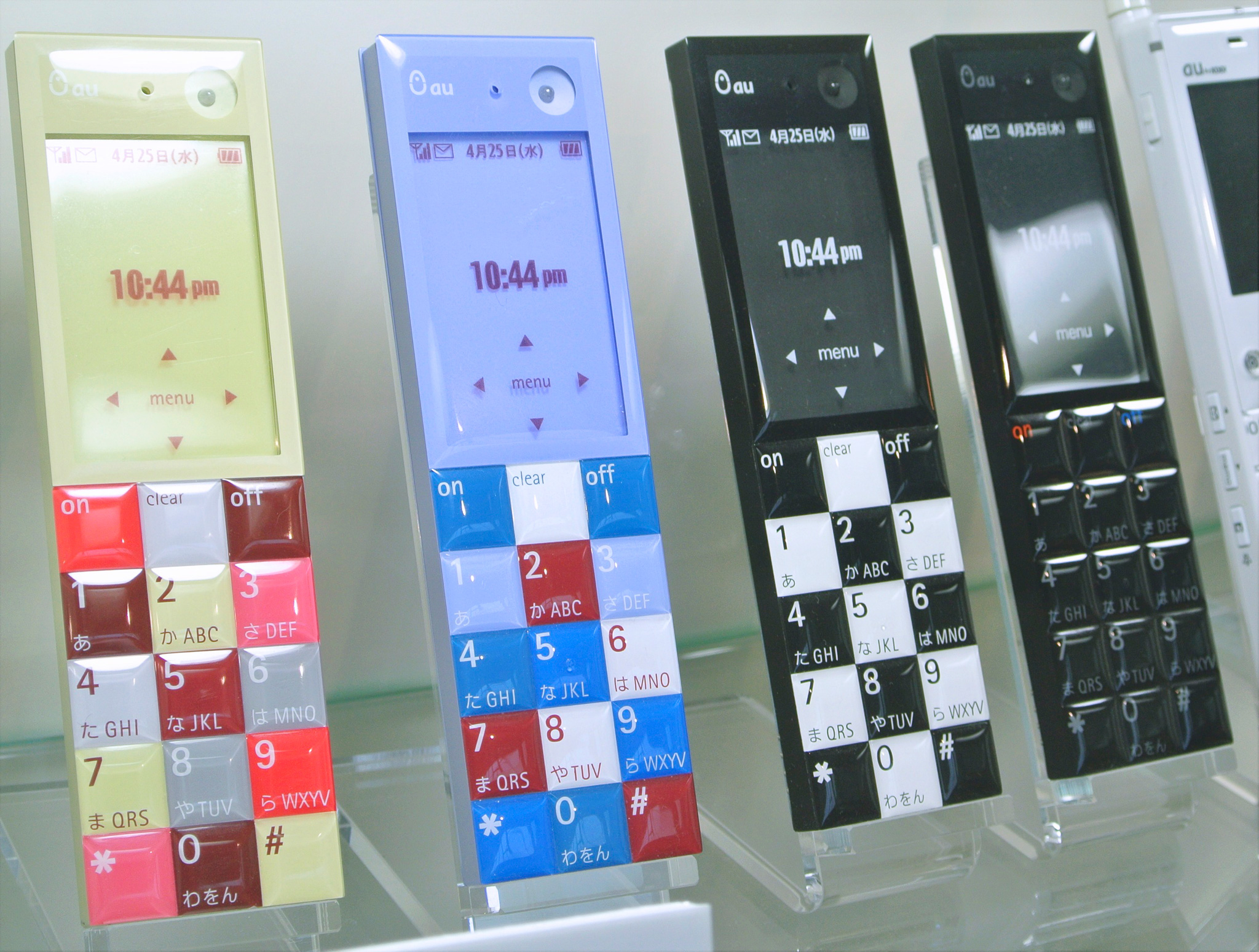
اینفوبار (تلفن)
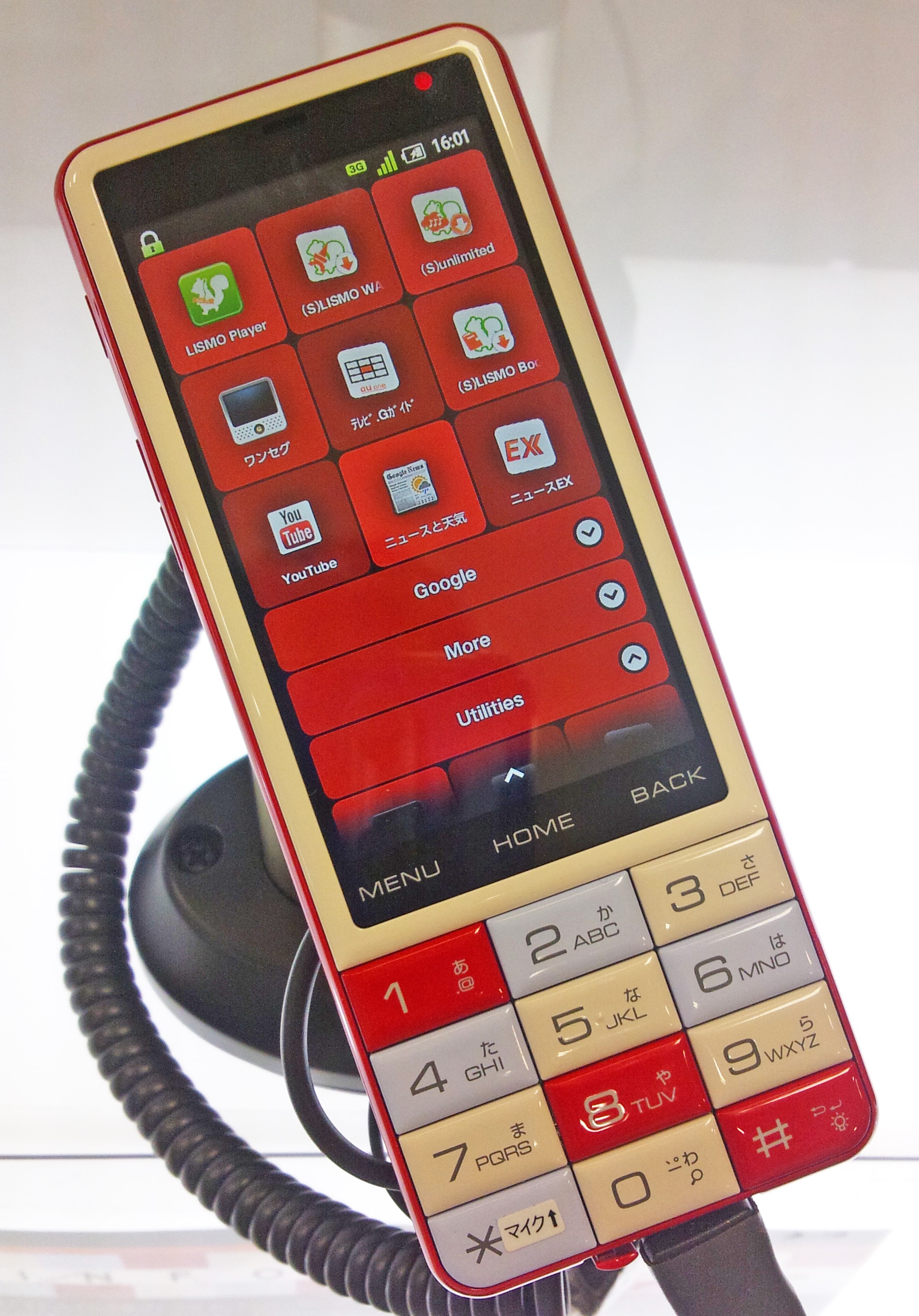
اینفوبار سی۰۱ (تلفن)
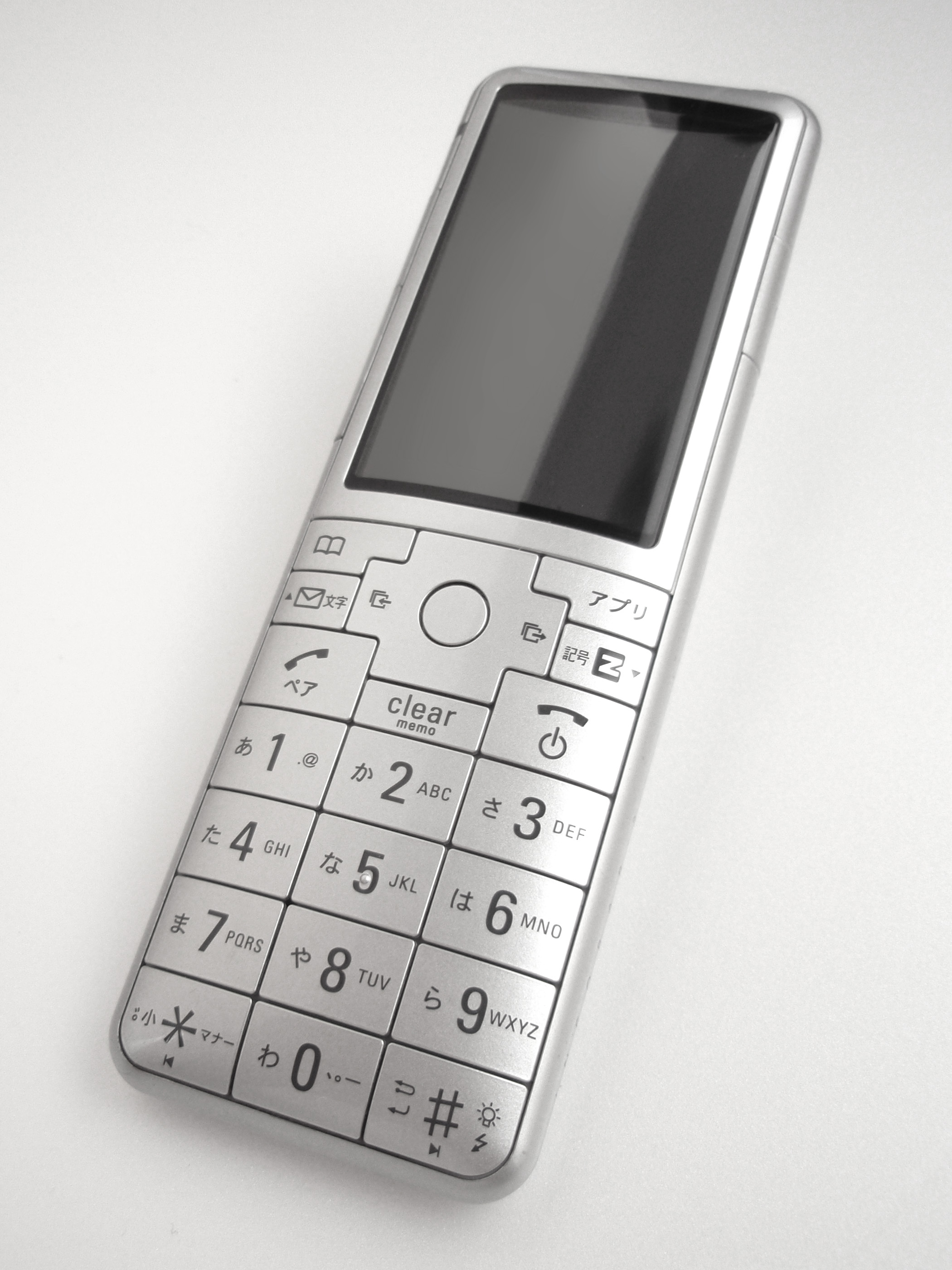
اینفوبار ۲ (تلفن)
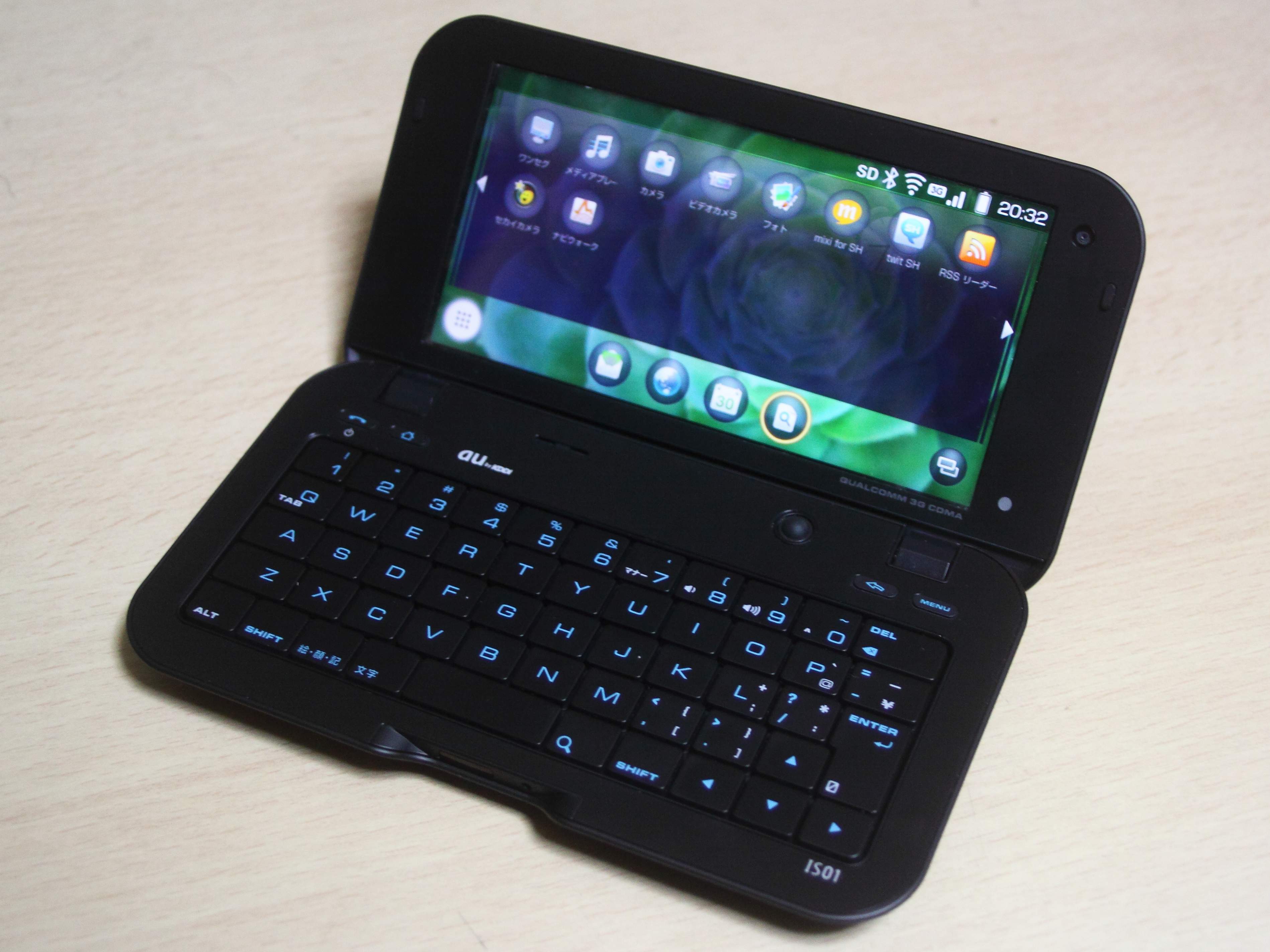
آی‌اس۰۱ (کتاب‌هوشمند)